# Josie Ho

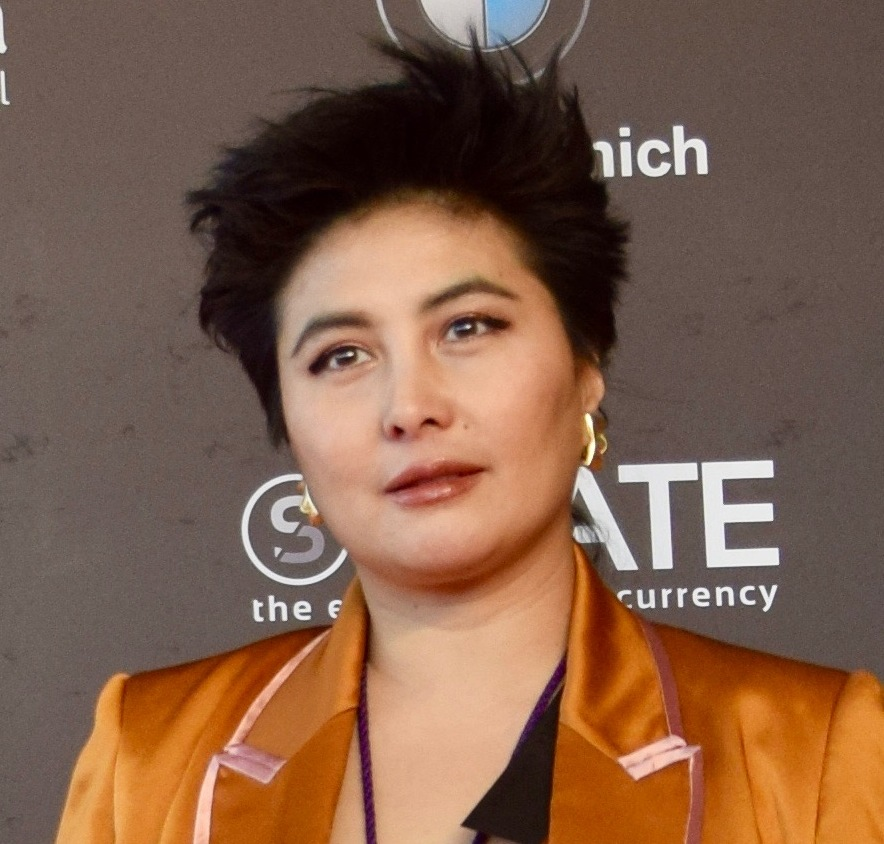
Josie Ho (2018)

Josephine „Josie“ Ho Chiu-yi, gelegentlich  Ho Chiu-yee, (chinesisch 何超儀 / 何超仪, Pinyin Hé Chāoyí, Jyutping Ho4 Ciu1ji4, kantonesisch Ho Chiu-yi; * 26. Dezember 1974 in Hongkong) ist eine chinesisch-kanadische Schauspielerin und Sängerin, die in Asien vor allem für ihre unkonventionellen Filmrollen und als Tochter des Hongkonger Millionärs und Casino-Besitzers Stanley Ho bekannt ist.

## Biografie
Ho wurde am 26. Dezember 1974 als Tochter von Stanley Ho und dessen zweiter Frau King-Ying Nam in Hongkong geboren. Sie hat vier Geschwister, zu denen Pansy Ho und Lawrence Ho gehören, und zwölf Halbgeschwister. Im Alter von 13 Jahren schickten ihre Eltern sie auf ein kanadisches Internat, das Ridley College in St. Catharines, Ontario. Nach ihrem Schulabschluss beschloss sie entgegen dem Wunsch ihres Vaters eine Karriere in der Unterhaltungsindustrie zu verfolgen. Zunächst ging sie für einige Zeit nach Taiwan, um dort als Sängerin zu arbeiten und Hochchinesisch zu lernen. Später kehrte sie nach Hongkong zurück, als sie dort ein Angebot für eine Filmrolle erhielt und dort dann auch einen Plattenvertrag abschließen konnte. Seitdem arbeitet sie in Hongkong als Schauspielerin und Musikerin. 2003 heiratete sie Conroy Chan, den Sänger der Band Alive.

### Karriere als Schauspielerin
Ho erhielt ihre erste Filmrolle 1994 als eine Volleyballspielerin in dem Hongkong-Sportdrama Victory über eine Volleyballmannschaft. Die Rolle war ihr von ihrem ehemaligen Highschool-Volleyball-Trainer vermittelt worden, als das Filmstudio nach Darstellern suchte, die auch die physischen Aspekte der Rolle überzeugend verkörpern konnten. In Chinese Box hatte Ho 1997 eine Cameo-Rolle und ist dort in einer Szene mit Gong Li und Jeremy Irons zu sehen. 1999 spielte sie in dem Actionfilm Purple Storm eine Terroristin, die willens ist, ihren Mann und ihre Kinder für ihre politischen Ziele zu opfern. Für diese Rolle erhielt sie eine Golden-Horse-Nominierung als beste Nebendarstellerin.

### Karriere als Musikerin
Ho nahm zu Beginn ihrer Karriere drei Cantopop-Alben auf, dann jedoch kündigte sie ihren Plattenvertrag, da sie mit den strikten Vorgaben ihrer Plattenfirma unzufrieden war und eine größere Kontrolle über ihre musikalische Arbeit erlangen wollte. Seitdem nahm sie mehrere Rockalben auf und tritt regelmäßig mit ihrer eigenen Band als Josie Ho & The Uni Boys auf.

## Filmografie
- 1994: Victory (Qingchun huohua)
- 1995: Tragic Commitment (Mei you laogong de rizi)
- 1995: Black Dream (Xiandai guhuozai)
- 1996: Lost and Found (Tianya haijiao)
- 1996: The Criminal Investigator (O gei sut lok II, Fernsehserie)
- 1996: Those Were the Days (Si ge 32A he yi ge xiangjiao shaonian)
- 1997: All’s Well, Ends Well 1997 (97 ga yau heisi)
- 1997: Chinese Box
- 1998: Xiang jian ni (You Light Up My Life)
- 1998: Anna Magdalena (Ngonna Madaklinna)
- 1999: Slow Fade – Nacht der Entscheidung (Wu jian lucheng)
- 1999: Purple Storm – Ein tödlicher Auftrag (Zi yu feng bao)
- 2000: For Bad Boys Only (Bad boy dakgung)
- 2001: Forever and ever (Deigau tincheung)
- 2001: Didui (The Enemy)
- 2001: Yukmong ji shing (City of Desire)
- 2001: Horror Hotline … Big Head Monster (Hungbou yitsin ji Daitao gwai ying)
- 2001: Color of Pain (Ye long)
- 2002: Dead or Alive: Final
- 2002: Dang nanren biancheng nuren (Women from Mars)
- 2002: Tai Tai (Kurzfilm)
- 2002: Frugal Game (Haanchin gachuk)
- 2002: So Close – Nichts ist so, wie es scheint (Xiyang tianshi)
- 2003: My Lucky Star (Hangwun chiuyan)
- 2003: Taiyang wuzhi (And Also the Eclipse)
- 2003: The Twins Effect (Chin gei bin)
- 2003: Naked Ambition (Ho ching)
- 2004: Luk jongsi (Six Strong Guys)
- 2004: Butterfly – Hu Die (Hudie)
- 2005: House of Fury (Jingmo gaating)
- 2006: McDull, the Alumni (Chuntian huahua tongxuehui) (Synchronstimme)
- 2006: Isabella (2006) (Yisa builai)
- 2006: Exiled (Fongjuk)
- 2006: Men Suddenly in Black 2 (Daaicheungfoo 2)
- 2007: Simply Actors (Heiwong ji wong)
- 2007: Die Reise des chinesischen Trommlers (Zhan. gu)
- 2008: A Decade of Love (Sup fun chung ching)
- 2009: Street Fighter: The Legend of Chun-Li
- 2009: LaMB (Fernsehfilm, Synchronstimme)
- 2009: Cut Short (Kurzfilm)
- 2009: Murderer (Saatyanfaan)
- 2009: Poker King (Pouhark wong)
- 2010: Dream Home (Waidorleiah yut ho)
- 2011: Contagion
- 2012: The Courier
- 2012: Fu sing
- 2012: Motorway (Chesau)
- 2013: Badges of Fury (Bu’er shentan)
- 2013: Open Grave
- 2014: The Apostles
- 2014: Naked Ambition 2
- 2014: The Seventh Lie
- 2015: In the Room
- 2015: Full Strike
- 2021: Im Herzen des Dschungels (Edge of the World)
- 2021: Habit

Quelle: Hong Kong Movie Database, Internet Movie Base

## Diskografie (Auswahl)
- Rebel (造反, 1994)
- Ho Ka Suk Lui (何家淑女, 1996)
- White Lies (1997)
- Sickid (2003)
- Hell’s Kitchen (2006)
- Elastic Rock (2008)
- Josie and The Uni Boys – Third Eye (2011)
- Josie and The Uni Boys – Salute to 80’s (2013)
- Josie and the Uni Boys – The Electrifying Supernatural Lady Land (2014)